# Con il fiato sospeso
Con il fiato sospeso è un film drammatico del 2013 diretto da Costanza Quatriglio e interpretato da Alba Rohrwacher.
Caratterizzato da una breve durata, soltanto 35 minuti, il film è stato presentato in selezione ufficiale fuori concorso alla 70ª Mostra internazionale d'arte cinematografica di Venezia ed è uscito in programmazione nelle sale cinematografiche.
Nei titoli di coda c'è scritto che il film è ispirato a una storia vera, narrata nel diario di Emanuele Patané, un dottorando di ricerca della Facoltà di Farmacia dell'Università di Catania, alla base di un processo contro l'inquinamento ambientale dentro ai laboratori di chimica dove gli studenti fanno ricerca.

## Trama
Emanuele studia e lavora nel laboratorio dell'Università di Catania. Lo chiama “il laboratorio della morte”. Una stanza inadeguata con tutte le sostanze killer di un laboratorio chimico.
Lì, nel laboratorio di farmacia dell’Università di Catania, nel quale sognava di costruire il suo futuro, Emanuele, negli ultimi due anni, ha visto ammalarsi e morire colleghi ricercatori, studenti, professori, fino a quando, nel dicembre 2003, è toccato a lui. Ad Emanuele, 29 anni, un ragazzone forte e sportivo, laureato con 110 e lode, idoneo all’esercizio della professione farmaceutica, dottore di ricerca, stroncato in meno di un anno da un tumore al polmone.

## Riconoscimenti
Il film ha vinto il Premio Gillo Pontecorvo al Festival di Venezia 2013 con la seguente motivazione: Costanza Quatriglio prosegue nel suo felice, sorprendente e coraggioso cammino di sperimentazione formale, con la realizzazione di un'opera che fa da straordinario ponte tra il cinema e il documentario e con la quale ha saputo creare un'atmosfera di grandissimo valore culturale e politico, penetrando nelle contraddizioni più dolorose della nostra identità nazionale, con grande capacità di coniugare contenuti altissimi e sensibilità emotiva. Non va dimenticato inoltre, il suo coraggio produttivo ed il suo sforzo di cineasta, capace di raccogliere intorno a sé le personalità disposte ad accompagnarla con rigore, nella realizzazione di un cinema che non può che essere definito “necessario”.